# STANAG マガジン

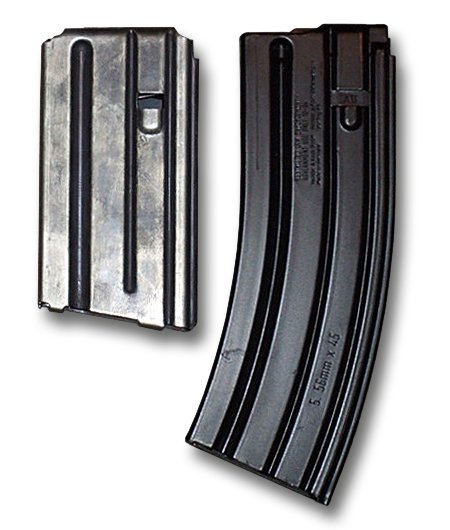
左が20発用、右が30発用(右はHK416のもの)

STANAG マガジン（STANAG 4179-compliant firearm magazines）は、NATOが1980年10月に提案した5.56x45mm弾用着脱式弾倉である。

## 概要
NATO加盟国間で小銃の弾薬と弾倉を共通化することで、歩兵レベルの共同作戦を容易にする目的で提案された。原型はアメリカ合衆国のM16用弾倉で、現在では5.56x45mm弾とともにNATO加盟国以外の国でも広く採用されている。
20発用、30発用だけでなく、40発用、60発用や100発用の複々列弾倉、あるいはベータ C-MAG（100発用）のようなドラムマガジンも開発されている。

## 対応銃器一覧

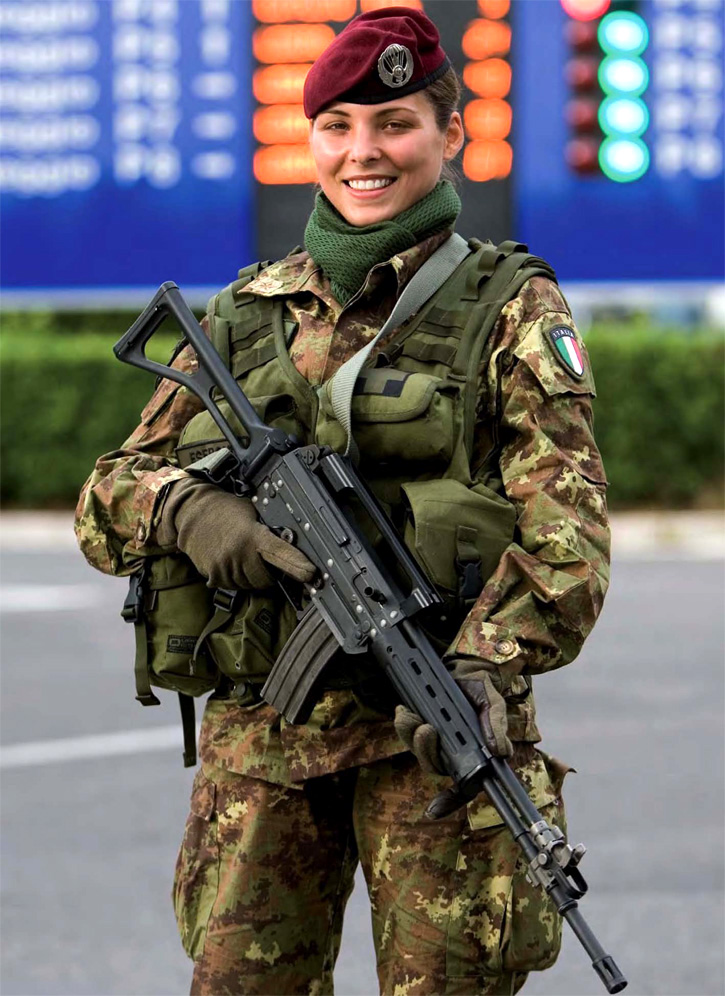
STANAG マガジンを採用した小銃（イタリア軍、ベレッタAR70/90）

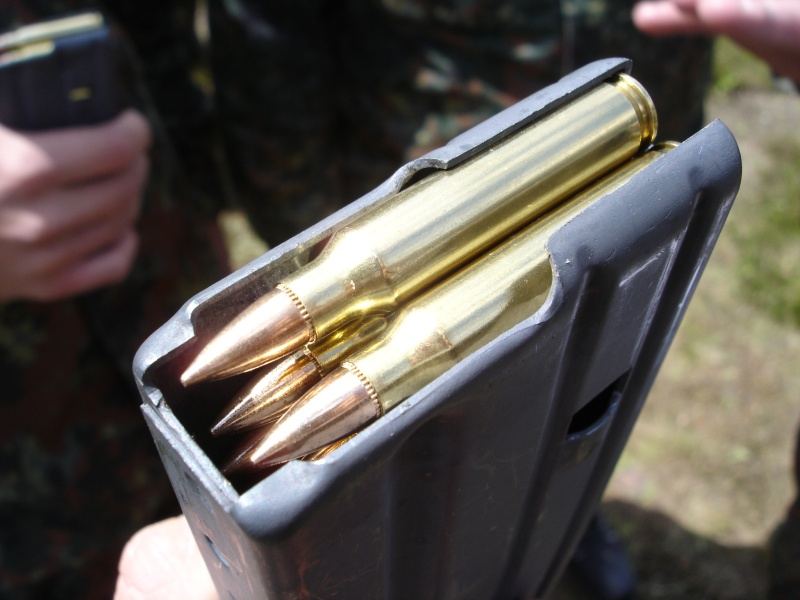
弾丸を装填したSTANAG マガジン

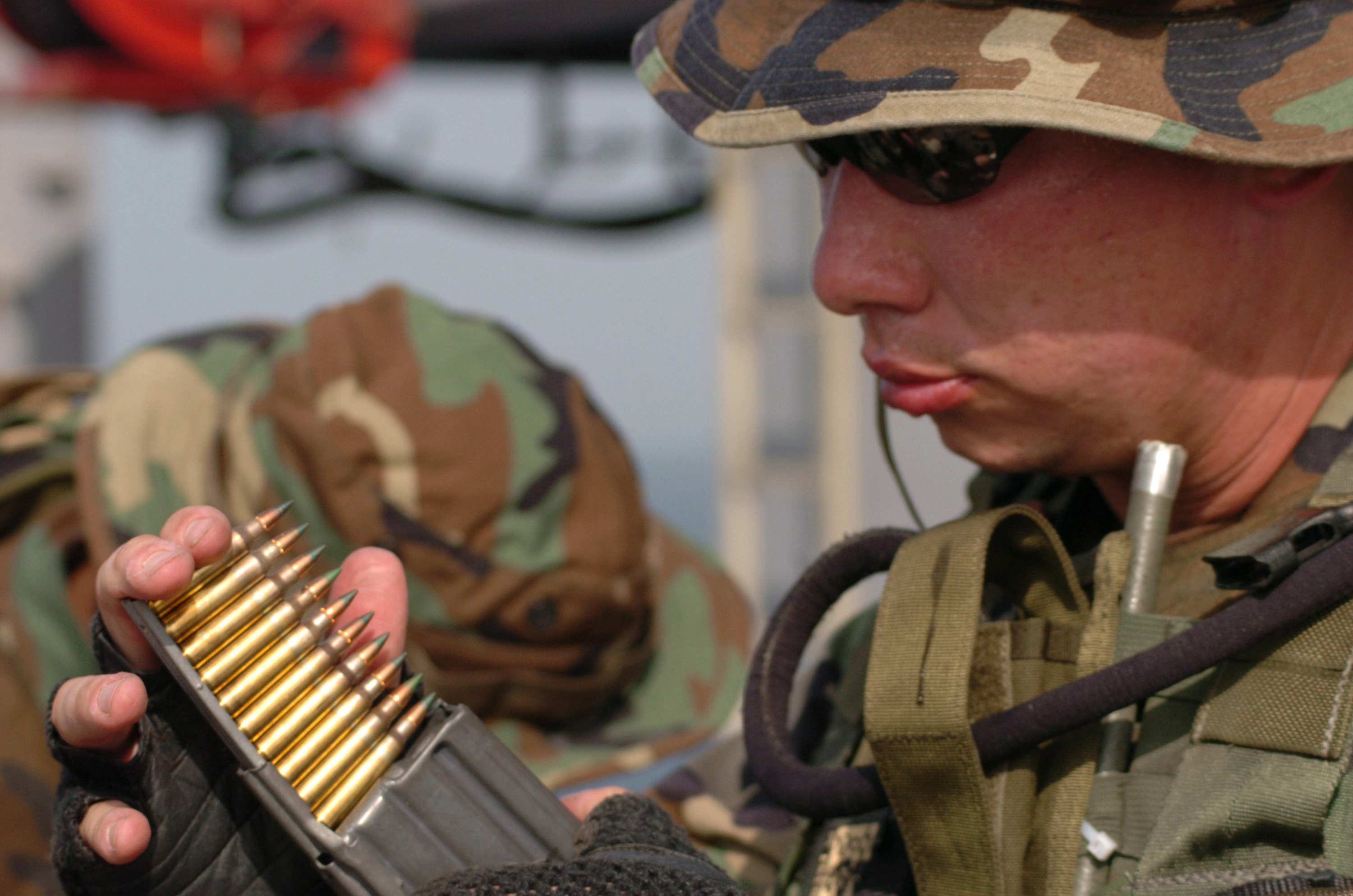
実弾射撃訓練に備えて、クリップを使ってSTANAG マガジンに弾丸を装填するアメリカ海軍兵士

ベータ C-MAGの断面図

ベータ C-MAGの断面図（残弾無し）

### ライフル

#### AR-15の派生型およびクローン
- アーマライト AR-15
- コルト M16/ディマコ C7
- コルト M4/ディマコ C8
- Z-M ウェポンズ LR300
- レミントンR5 RGP
- バレット REC7
- H&K HK416
- M27 IAR
- AAC ハニーバジャー
- SIG MCX
- SOAR
- ノリンコ CQ
- レミントンR5
- 大宇 K2

#### ほかの小銃
- アーマライト AR-180B
- ブッシュマスターACR
- ブッシュマスターM17S
- レミントン モデル7615P ポリス・パトロール・ライフル
- マグプル PDR
- ロビンソン・アーマメンツ M-96 エクスペディショナリー・ライフル
- ロビンソン・アーマメンツ XCR
- XM29 OICW
- Kel-Tec PLR-16
- Kel-Tec SU-16
- スターリング SAR-87
- SA80
- CETME モデルL
- FAMAS G2
- ベレッタAR70/90
- ベレッタ ARX160
- ベレッタRx4 ストーム
- ベルナルデリ VB-STD
- SIG SG556
- FN F2000
- FN FNC
- FN SCAR-L
- H&K G41
- H&K HK433
- MSAR STG-E4
- VHS
- ボフォース・カールグスタフ Ak 5
- EMERK
- FAD
- インベルMD
- GatMalite
- IMI タボールAR21
- カイバー KH2002
- LAPA FA-03
- ピンダッド SS2
- ラング・パイサン RPS-001
- SAR21（輸出仕様）
- BR18
- CIS SR-88
- ノリンコ 97式自動歩槍
- ノリンコ 03式自動歩槍（輸出仕様）
- 大宇 K1
- 大宇 DAR-21
- 大宇 K11
- 89式小銃
- 20式小銃
- T2 MK5ライフル
- 65式歩槍
- 86式歩槍
- 91式歩槍
- XT-97
- Cz805

#### アダプターを必要とするもの
- H&K G36
- ステアーAUG A3
- IMI ガリル

### 分隊支援火器
- ミニミ軽機関銃
- M249
- 大宇 K3